# Diego Luzuriaga
Diego Luzuriaga (* 1955 in Loja) ist ein ecuadorianischer Komponist.
Luzuriaga studierte an der École normale de musique de Paris, an der Manhattan School of Music und der Columbia University in New York. Zu seinen Lehrern zählten Gerardo Guevara, Yoshihisa Taira und Mesías Maiguashca. 
Luzuriaga befasste sich in Ecuador mit der Erforschung und Aufnahme von Volksmusik aus den Anden sowie lateinamerikanischer Musik. Er erhielt zahlreiche Kompositionsaufträger internationaler Orchester und Ensembles und 1992 ein Guggenheim-Stipendium.
Neben einer Oper und Orchesterwerken komponierte er Werke für Chor und Orchester, Kammermusik und Lieder.

## Werke
- Mademoiselle Satan für Bariton und Klavier nach einem Gedicht von Jorge Carrera Andrade, 1982
- Felipillo für Orchester, 1986
- Triciclo für Violine, Cello und Klavier, 1986
- Brasilia für Flöte, Schlagzeug und Synthesizer, 1986
- Ludus Spectralis für Flöte, Marimba und Schlagzeug, 1986
- Flötenkonzert, 1986–91
- Incienso für Orchester,. 1988
- La Múchika, Fünf Stücke für Flöte und Klavier, 1988
- Concertino Colorum für Flöte und elf Instrumente, 1990
- Tierra... Tierra... für zwei Flöten, Auftragskomposition für Aurèle Nicolet und Robert Aitken, 1992
- Once Canciones für mittlere Stimme und Gitarre, 1998
- Liturgia für Shinobue und Orchester, 2000
- Shaman für Bariton und Orchester, 2001
- Romería a la Virgen del Cisne für Chor und Streichorchester, 2002
- Resurrección en Quito, multimediales Werk mit gesprochenem Text, Liedern, Radiotheater, Umzügen, Kirchenglocken, Schlagzeug und Feuerwerk, 2003
- Quito Mitico, Kantate, 2004
- Canticum Canticorum für Chor und Orgel, 2004
- Manuela y Bolívar, Oper, 2006
- Ritmos y Lugares del Ecuador, Fünf Tänze für Violine und Gitarre, 2006